# Лобачівка
Лобачі́вка — село в Україні, у Берестечківській громаді Луцького району Волинської області. Населення становить 841 особи.

## Географія
Село розташоване на правому березі річки Липи.

## Історія
У 1906 році містечко Берестецької волості Дубенського повіту Волинської губернії. Відстань від повітового міста 67 верст, від волості 12. Дворів 81, мешканців 790.
12 червня 2020 року, відповідно до розпорядження Кабінету Міністрів України № 708-р «Про визначення адміністративних центрів та затвердження територій територіальних громад Волинської області», село увійшло у склад Берестечківської міської громади.

## Населення
Згідно з переписом УРСР 1989 року чисельність наявного населення села становила 889 осіб, з яких 396 чоловіків та 493 жінки.
За переписом населення України 2001 року в селі мешкало 838 осіб.

### Мова
Розподіл населення за рідною мовою за даними перепису 2001 року:
| Мова       | Відсоток |
| ---------- | -------- |
| українська | 98,57 %  |
| російська  | 1,19 %   |
| молдовська | 0,12 %   |
| угорська   | 0,12 %   |

## Відомі уродженці
- Козловський Микола Павлович (1956) — український лісівник, доктор біологічних наук, директор Інституту екології Карпат НАН України.